# 브랜던 콜
브랜던 콜(Brandon Call, 1976년 11월 17일 ~ )은 미국의 배우이다.

## 출연 작품
- 헐크 호간의 썬더볼트 (1994)
- 스텝 바이 스텝 (1991)
- 용사들을 위하여 (1991)
- 로큰롤 탐정 포드 (1990)
- 원초 인간 (1989)
- 마검의 심판자 (1989)
- 워락 (1989)
- SOS 해상 구조대 (1989)
- 타란의 대모험 (1985)
- 톱니 바퀴의 칼날 (1985)
- 매그넘 P.I. (1980)